# Flughafen Namsos

i7
i11
i13
Der Flughafen Namsos (norwegisch Namsos lufthavn, IATA-Code: OSY, ICAO-Code: ENNM) ist ein mittelnorwegischer Flughafen.
Er befindet sich in der Provinz Trøndelag am Nordufer des Stromes Namsen nahe dessen Mündung in den Namsenfjord, rund vier Kilometer östlich der Stadt Namsos.
Betreiber des Flughafens ist das norwegische Staatsunternehmen Avinor.
Der Flughafen wird nur von der norwegischen Regionalfluggesellschaft Widerøe angeflogen (Stand Dezember 2017). Direkte Linienflugverbindungen gibt es nach Oslo, Rørvik und Trondheim.